# Microgaster brittoni
Microgaster brittoni är en stekelart som beskrevs av Henry Lorenz Viereck 1917. Microgaster brittoni ingår i släktet Microgaster och familjen bracksteklar. Inga underarter finns listade i Catalogue of Life.